# ديوي مارتن
ديوي مارتن (بالإنجليزية: Dewey Martin)‏ هو ممثل أمريكي، ولد في 8 ديسمبر 1923 في الولايات المتحدة، وتوفي في 9 أبريل 2018.

## أعمال

### أفلام
- (1950) ساحة المعركة
- (1955) أرض الفراعنة
- (1962) أطول يوم[4][5]

## وصلات خارجية
- ديوي مارتن على موقع IMDb (الإنجليزية)
- ديوي مارتن على موقع ألو سيني (الفرنسية)
- ديوي مارتن على موقع أول موفي (الإنجليزية)
- ديوي مارتن على موقع قاعدة بيانات الأفلام السويدية (السويدية)
- ديوي مارتن على موقع إن إن دي بي (الإنجليزية)
- ديوي مارتن على موقع قاعدة بيانات الفيلم (الإنجليزية)
- ديوي مارتن على موقع كينوبويسك (الروسية)